# ییلدون
ییلدون یا ییلدین یا دلتا خرس کوچک یک ستاره است که در صورت فلکی خرس کوچک قرار دارد.